# 圖納
圖納（穆麟德轉寫：tuna，？—1697年），字謹堂，滿洲，清朝政治人物、清朝刑部尚書。
曾任川陝總督。康熙二十七年二月丁巳，接替廖旦，擔任清朝刑部尚書。康熙三十六年去世，諡文恪。由傅臘塔接任。